# Indien i olympiska vinterspelen 1992
Indien deltog med 2 deltagare vid de olympiska vinterspelen 1992 i Albertville. Ingen av landets deltagare erövrade någon medalj.